# Marcello Vittorini
Marcello Vittorini (L'Aquila, 31 ottobre 1927 – Roma, 16 marzo 2011) è stato un urbanista e ingegnere italiano.

## Biografia
Nasce all'Aquila dove compie gli studi; nel 1944 si iscrive alla facoltà di Ingegneria di Roma, conseguendo la laurea in Ingegneria civile edile nel 1949. Per alcuni anni è assistente volontario; nel 1963 consegue la libera docenza in Pianificazione Urbanistica. Svolge attività didattica nelle facoltà di Architettura di Venezia e Napoli oltre che in quella di Roma che, nel 2004, gli conferisce la carica di Professore emerito.
Inizia la sua attività professionale nel campo della progettazione architettonica nell'ente Fucino (1950-1956), con progetti di borghi e scuole rurali. Successivamente progetta complessi di edilizia pubblica a Bologna, Salerno, Torino, Roma, Napoli, Boscoreale, Potenza e opere pubbliche come l'Ospedale regionale dell'Aquila, lo stadio San Filippo di Messina, un complesso parrocchiale a Ponticelli, un centro culturale commerciale ed amministrativo a Boscoreale, il Parco e il Museo archeologico di Classe. Partecipa a numerosi concorsi di architettura e urbanistica.
Tra gli anni sessanta e settanta si svolge la maggior parte della sua attività di pianificazione urbanistica; nel 1973 predispone, con Ennio Borzi, Mario d'Erme, Piero Maria Lugli e Camillo Nucci, una proposta di variante generale al PRG di Roma che sarà adottata, per le sole norme tecniche redatte dagli uffici comunali, nell'agosto di quell'anno, e che sarà infine sostituita da una nuova variante generale interamente allestita dagli uffici comunali nel 1974 (la "variante Samperi")) e approvata dalla Regione Lazio nel 1979. Tra il 1975 e il 1985 coordina i piani socio-sanitari delle regioni Campania, Sicilia e Calabria. Elabora, tra gli altri, i piani regolatori dei comuni di Cosenza, Catanzaro, Ravenna, Faenza, Piacenza, Trento, Bolzano, Verona, Firenze, Aversa, Rocca di Mezzo, Colleferro oltre ai piani territoriali nel napoletano e nel bresciano, al Piano di Bacino dell'Adige e al Programma di sviluppo integrato delle Colline romane.
Negli stessi anni svolge attività politica nella corrente più a sinistra del Partito Socialista Italiano, nonché attività culturale e professionale, anche all'estero. In Nepal è coordinatore per conto dell'ONU di una ricerca per un programma di potenziamento delle infrastrutture di trasporto; in India è componente del Comitato internazionale per il Piano di Jaipur; in Brasile elabora una proposta di piano sanitario per lo Stato del Ceará. Nel biennio 1999-2000 è inoltre impegnato nel coordinamento del Piano di Sviluppo urbano dell'area metropolitana di San Salvador.
Direttamente impegnato in incarichi e ruoli istituzionali partecipa attivamente all'elaborazione delle nuove leggi urbanistiche e di studi e di proposte in materia di pianificazione territoriale. Socio dell'INU dal 1954 (e componente del Consiglio direttivo) ha avuto incarichi presso il Ministero dei lavori pubblici, come membro del Consiglio Superiore e Segretario Generale del Servizio Studi e Programmazione, presso il CNR e nella Commissione per la difesa della natura. È componente della Commissione Ministeriale per la frana di Agrigento e delle Commissioni che, subito dopo, elaborano la legge 6 agosto 1967, n. 765 detta "legge-ponte", i decreti ministeriali n. 1404/68 e n. 1444/68 sugli standard urbanistici e la legge 865/71 della "legge sulla casa". Collabora a lungo con Giovanni Astengo negli anni in cui quest'ultimo è assessore all'urbanistica a Torino e assessore regionale per il Piemonte e negli anni di fondazione ed avvio del corso di laurea in Urbanistica a Venezia.
Le sue pubblicazioni comprendono scritti e saggi su temi di attualità e denuncia, sulle politiche del territorio e dell'energia, sulla pianificazione urbanistica e documentano gli esiti dell'attività di pianificazione urbana e territoriale, di progettazione, di didattica e di ricerca svolta dagli anni settanta in poi. Articoli, scritti e saggi sono pubblicati su riviste specializzate italiane e straniere, tra cui: Architettura Cronache e Storia, Casabella, Urbanistica, Economia pubblica, Urbanistica Informazioni, Astrolabio, Città-Regione, Parametro; per la rivista giapponese Toshi Yutaku (Tokio, 1976) cura il numero monografico dal titolo Nuovo modo di pensare le città.
Muore il 16 marzo 2011 a Roma.

## Attività didattica
Negli oltre quaranta anni di attività didattica a partire dal 1963 è professore straordinario e ordinario nelle Facoltà di Urbanistica a Venezia e nella Facoltà di Architettura a Napoli (1973-1984), e poi professore ordinario presso la Facoltà di Architettura dell'Università degli Studi di Roma “La Sapienza” (1984-2003).
Conclude la sua esperienza a Roma, nell'anno accademico 2002-2003, come responsabile del Laboratorio di sintesi del Programma Sperimentale dell'Unione Europea nonché titolare del Corso di progettazione Urbanistica. Nel 2004 riceve il conferimento della carica di Professore Emerito.

## Opere

### Progetti architettonici
(Per alcuni progetti sono presenti le schede dettagliate)
- 1952-1955 Progetto di borgo rurale a “Borgo Ottomila”, Celano; Progetto di borgo rurale a Trasacco; Progetto di borgo residenziale a Via Nuova, Avezzano Archiviato l'8 gennaio 2018 in Internet Archive.;
- 1956-1964 Progetto del quartiere INA-Casa e INCIS di via Cavedone a Bologna (in collaborazione) Archiviato l'8 gennaio 2018 in Internet Archive.
- 1956-1958 Quartiere di Via Cavedone a Bologna - Progetto di sette corti di abitazione (in collaborazione)
- 1957 Ricostruzione di una casa di abitazione, distrutta dalla guerra a Ortona a Mare (con F. Gorio)
- 1958 Quartiere CPE a Salerno, Studio della produttività edilizia; Quartiere CEP a Monte Po, Catania (con F. Gorio); Case per senza tetto a Vibo Valentia, S. Gregorio d'Ippona e Paola (con F. Gorio)
- 1959-1960 Quartiere INA-Casa di Via Cavedone a Bologna, Progetto degli edifici pubblici (con F. Gorio)
- 1960-1964 Palazzina per la Cooperativa Fiorenza Romana a Via Manassei, Roma (con F. Gorio)
- 1960-1962 Due edifici di abitazioni a Via XX Settembre, L'Aquila (con F. Gorio); Casa di abitazione con 24 alloggi a Catania (con F. Gorio) Archiviato l'8 gennaio 2018 in Internet Archive.;
- 1962 Scuola elementare a Milano - Concorso Nazionale di Milano, 1º premio (con F. Gorio)
- 1962-1964 Progettazione integrale di un edificio intensivo a Roma, Via Anagni (in collaborazione); Progettazione di un quartiere Cooperativo Emilia Levante, Bologna (in collaborazione);
- 1962-1965 Progetto della scuola media G. Mazzini, L'Aquila
- 1964 Scuola elementare Milano - Concorso di II grado, Progetto vincitore, poi realizzato (con F. Gorio); Progetto di casa di abitazione e negozi a Vibo Valentia; Progetto della casa B., a Belvedere, L'Aquila (con F. Gorio)
- 1965 Progetto della Scuola media prefabbricata a Gordiani, Roma, a seguito di appalto-concorso (con C. Chiarini); Progetto della Casa B., a Via Strinella, L'Aquila; Cappella funeraria De Paulis a Paganica, L'Aquila
- 1965-1966 Progetto della Casa O., a Via Strinella, L'Aquila
- 1966 Progetto di due lotti di case di abitazione a Spinaceto, Roma (a seguito di appalto-concorso, in collaborazione)
- 1966-1967 Villa N. a Bellavista, L'Aquila
- 1968 Liceo scientifico di Grosseto (a seguito di appalto-concorso, in collaborazione)
- 1969-1992 Progetto dell'Ospedale regionale S. Salvatore a L'Aquila (in collaborazione; capogruppo e direttore lavori)
- 1972-1973 Piano Planivolumetrico della zona di Castel Giubileo, Roma (con N. Di Cagno)
- 1975 Edilizia residenziale pubblica (IACP) a Roma, Primavalle (con G. Squadrilli)
- 1976 Edilizia residenziale pubblica a Roma, Torrevecchia (con P. Barucci, L. Passarelli e G. Squadrilli)
- 1978 Edilizia residenziale pubblica (IACP) a Roma, Primavalle (capogruppo coordinatore)
- 1984 Cappella funeraria Vittorini a L'Aquila
- 1987-1993 Chiesa di San Giuseppe al Rione Incis in Ponticelli, Napoli
- 1990-2000 Progetto del nuovo Stadio di Messina (in collaborazione)
- 2000 Museo Archeologico di Classe, Ravenna - Progetto preliminare e definitivo, coordinamento generale e progetto architettonico; progetto esecutivo 1º e 2º stralcio
- 2006-2007 Progetto di recupero del Palazzo Dragonetti a Piazza S. Giusta, L'Aquila (in collaborazione; capogruppo)

### Progetti e piani urbanistici e territoriali
- 1950-1951 Piano particolareggiato di Via Strinella, L'Aquila (in collaborazione con C. Botta e G. Inverardi)
- 1952 Progetto del Villaggio del Bracciante a Caruscino, Avezzano
- 1954 Studio della Regione Marsicana – Provveditorato alle O.O.P.P. L'Aquila (in collaborazione)
- 1957-1958 Studio territoriale della Regione Abruzzo, in preparazione del Piano Generale, Provveditorato alle O.O.P.P. – L'Aquila (in collaborazione)
- 1958 Piani particolareggiati di Roio Poggio e della base della Funivia del Gran Sasso, Assergi, L'Aquila (in collaborazione con F. Gorio); Ministero dei Lavori Pubblici: Indagine Preliminare al Piano territoriale di coordinamento della Regione Abruzzese (in gruppo)
- 1962 Osservazione al PRG di Roma, nella zona dell'Asse Attrezzato, su incarico dell'IACP di Roma (in collaborazione con N. Di Cagno)
- 1963 Cassa per il Mezzogiorno: Piano di valorizzazione turistica di tre zone dell'Abruzzo (Gran Sasso, Maiella, Fascia costiera) nel quadro dello sviluppo economico della Regione; Programma di fabbricazione e Piani di zona del Comune di Cosenza, ai sensi della Legge 167/62
- 1963-1964 Coordinamento per la redazione dei progetti urbanistici planovolumetrici relativi al primo biennio di attuazione della Legge 167 a Roma
- 1964 Piano Regolatore del Comune di Cosenza (capogruppo coordinatore); Progetto integrale per il quartiere in Via Valtrumplina, Brescia (a seguito dell'appalto concorso; Capogruppo coordinatore);
- 1964-1965 Piano planivolumetrico della zona Fontana Candida a Roma (in collaborazione)
- 1969-1973 Studi e Piano Regolatore Comunale 1973 di Ravenna (direzione e coordinamento)
- 1972-1973 Piano Planivolumetrico della zona di Castel Giubileo a Roma (in collaborazione con N. Di Cagno)
- 1973 Documento programmatico per l'assetto territoriale della Regione Lazio (in gruppo)
- 1974 Parco dell'Uccellina: studi, ricerche e piano (in collaborazione con G. Tamburini e G. Marcialis); Piano di zona del Comune di Catanzaro (capo gruppo coordinatore); Variante del Piano regolatore di Roma (in gruppo con D'Erme, Nucci e Borzi)
- 1975 Documento programmatico per l'avvio della pianificazione territoriale in Puglia (in collaborazione)
- 1978 Proposte di Piano Socio-sanitario della Regione Siciliana (in collaborazione)
- 1978-1980 Piano Regolatore Generale (PRG 80) di Piacenza (Coordinamento e direzione)
- 1979 Proposta di Piano Socio-sanitario della Regione Calabria (in collaborazione)
- 1979-1980 Piano Regolatore generale (PRG 80) di Faenza (Coordinamento e direzione, in collaborazione)
- 1980-1983 Piano Regolatore Generale (PRG 83) di Ravenna (coordinamento e direzione)
- 1982-1985 Progetto Urbanistico dell'area di Ponticelli, Napoli (in collaborazione); Commissario Straordinario di Governo - Coordinatore degli interventi di Napoli Ponticelli e di Boscoreale
- 1985 Piani Urbanistici di ricostruzione e di sviluppo del Comune di Torella dei Lombardi (Avellino) distrutto dal terremoto del novembre 1980
- 1986 Piano urbanistico di ricostruzione e di sviluppo (PRG 86) del Comune di S. Michele di Serino (Avellino)
- 1987-1989 Piano Regolatore Generale (PRG 89) del Comune di Trento (coordinamento e direzione)
- 1988 Piano Regolatore Generale del Comune di Messina (in gruppo); Governo Federale e Governo dello Stato del Cearà - Brasile: Studi per un piano sanitario e ospedaliero per lo Stato del Cearà;
- 1988-2000 Piano Territoriale Provinciale (PTP) di Teramo (in gruppo)
- 1989 Comune di Trento: Piano generale (PRG 89) dei Centri storici del capoluogo e dei sobborghi (Coordinamento e direzione); Progetto preliminare del Piano regolatore (PRG '89) di Verona (Coordinamento e direzione)
- 1989-1990 Provincia di Trento: Studio di una metodologia per i piani regolatori sovracomunali (Direzione e coordinamento)
- 1989-1993 Piano regolatore (PRG 92) del Comune di Firenze (Coordinamento e direzione)
- 1990-1992 Provincia di Trento: Consulenza urbanistica per il sistema di mobilità alternativa del Trentino centrale (1990); Piano regolatore del Comune di Pinzolo-Madonna di Campiglio (Trento), Progetto preliminare (Coordinamento e direzione); Regione Lazio: Partecipazione agli studi di delimitazione e pianificazione dell'Area Metropolitana di Roma; Regione Lazio: Studio per il recupero del Ghetto di Roma (in collaborazione); Conseil General des Hauts de Seine (Paris - France): Concorso internazionale per la realizzazione della Maille Urbaine Souterraine Express - Coordinamento della proposta urbanistica e architettonica (Progetto selezionato per la realizzazione); Piano urbanistico comunale (PUC 92) del Comune di Bolzano (coordinamento e direzione)
- 1991-1993 Programma di ristrutturazione urbanistica e di riqualificazione urbana della ex-darsena di città di Ravenna; Piano regolatore (PRG 93) del Comune di Ravenna (in gruppo); Piano regolatore generale (PRG 92) del Comune di Caivano (Napoli);
- 1994 Studio per il Parco del Gran Sasso (capogruppo coordinatore)
- 1995-1996 Piano di Sviluppo dell'Area Metropolitana di San Salvador - Piano Territoriale, Piano Ambientale e Piani di Recupero del centro della città, delle periferie e delle aree libere (verde e servizi) (Redattore della "Propuesta Tecnica" vincitrice del Concorso internazionale: Coordinamento e direzione del Piano dal marzo 1995 al maggio 1996)
- 1999 Piano territoriale provinciale (PTC '99) di Napoli (Coordinatore del gruppo di progettazione)
- 2000 Ente Parco Appia Antica - Consulenza per il piano di assetto
- 2000-2001 Programma di gestione integrata della fascia costiera del Golfo di Napoli (coordinatore del gruppo di lavoro incaricato dall'Amministrazione provinciale di Napoli); Piano regolatore generale (PRG 2000) del Comune di Ragoli (TN)
- 2000-2002 Piano regolatore generale (progetto preliminare) del Comune di Rocca di Mezzo (AQ); Piano di Recupero del centro storico di Gries (progetto preliminare), Bolzano; Ministero delle Infrastrutture e dei trasporti – Provincia di Napoli – Comune di Bacoli – Programma integrato per lo sviluppo dei Campi Flegrei – coordinatore; Piano territoriale provinciale di Brescia – Responsabile scientifico e coordinatore del progetto preliminare
- 2000-2003 Piano di Bacino dell'Adige (Coordinamento e direzione)
- 2001 Regione Abruzzo - Comune dell'Aquila: Analisi dei centri storici del “Comitatus aquilanus” e relative proposte di piano; Piano regolatore generale (PRG 2001) del Comune di Aversa (CE)
- 2002-2007 Adeguamento del PRG 2002 del Comune di Rocca di Mezzo (AQ)
- 2003-2004 Patto territoriale delle Colline romane - ASP Agenzia Sviluppo Provincia di Roma (Capo gruppo - coordinatore)
- 2004-2006 Piano urbanistico comunale (PUC 2006) del Comune di Siano (SA) (in collaborazione)
- 2005-2006 Programma di sviluppo integrato delle Colline romane, Progetto strategico n. 2: Qualità urbana, città sostenibile - ASP Agenzia Sviluppo Provincia di Roma

### Progetti per concorsi
- 1951 Concorso Nazionale per un quartiere INA CASA a Capri (in collaborazione), progetto segnalato
- 1953 Concorso Nazionale per la sistemazione del quartiere Monte di Pietà a Palermo (Capogruppo) primo premio per la prima parte (Relazione) e terzo premio per la seconda parte (proposta progettuale)
- 1955 Concorso con esito positivo, per gruppi di progettisti INA CASA (Gruppo Gorio)
- 1959 Concorso per la Biblioteca Nazionale di Roma – progetto segnalato (con F. Gorio); Concorso per il quartiere CEP Barene di S. Giuliano a Venezia – Secondo premio ex aequo (in collaborazione)
- 1960-61 Concorso per una scuola elementare a Milano – XII Triennale – selezionato nel primo grado, vincitore nel secondo grado (con F. Gorio)
- 1964 Appalto-concorso per un quartiere di edilizia sovvenzionata IACP a Brescia, nel quadro della legge 167 (Capo gruppo coordinatore) Primo premio ex aequo
- 1965 Appalto-concorso per una scuola prefabbricata nel Comune di Roma (in collaborazione) Primo premio (realizzato)
- 1966 Appalto-concorso per due lotti di edifici di abitazione a Spinaceto (in collaborazione) Primo premio
- 1967 Appalto-concorso per due edifici ISES a Torino (in collaborazione) Primo premio; Concorso per l'ampliamento del Parlamento a Roma (in collaborazione) Primo premio ex aequo; Concorso per la sistemazione della valle della Caffarella (in collaborazione) Primo premio ex aequo
- 1968 Concorso per il liceo scientifico a Grosseto (in collaborazione) Primo premio; per la realizzazione dell'edificio fu studiato un sistema di prefabbricazione “pesante”, poi brevettato dal consorzio Cooperative di Bologna, denominato VIMAG (Vittorini, Masi, Grassi) poi largamente usato dal Consorzio stesso.
- 1971 Concorso internazionale ONU per il “Reconnaissance Surwey” of Kingdom of Nepal – Coordinamento generale – Proposta vincente.
- 1983 Concorso per la nuova stazione di Bologna – in collaborazione.
- 1987 Concorso nazionale di progettazione bandito dalla Regione Emilia-Romagna per la sperimentazione della Normativa Tecnica – Progetto vincitore – Consulente generale
- 1990 Concorso internazionale per la “Maille Urban Souterraine Express” (MUSE) bandito dal “Conseil General des Hauts de Seine (Paris)” – Capogruppo coordinatore della proposta urbanistica e architettonica – proposta segnalata
- 1994 Concorso internazionale per il “Plan Maestro del Area metropolitana di S. Salvador” – Predisposizione della Propuesta Tecnica vincitrice
- 2007 Concorso nazionale per l'incarico di Coordinatore metodologico del PRG di Colleferro (concorso vinto)

### Scritti
Ha pubblicato numerosi scritti ed articoli, collaborando dal 1957 a quotidiani e riviste, tra cui Urbanistica, Aut, Economia Pubblica, Casabella, Città-Spazio, Città-Regione, il Comune Democratico, Hinterland, Urbanistica-Informazioni, Parametro, Astrolabio, L'Industria delle costruzioni. È inoltre autore di numerosi saggi e pubblicazioni. Di seguito è riportata una selezione degli scritti più significativi:
- Indagine sulla Marsica (in collaborazione) Poligrafico dello Stato, L'Aquila 1957.
- Indagine preliminare al P.T.C. della Regione Abruzzo (in collaborazione), Poligrafico dello Stato, L'Aquila, 1960.
- I problemi dell'edilizia sovvenzionata in Italia, CIRIEC - Milano, settembre 1964.
- La progettazione come mezzo per la razionalizzazione dei sistemi edilizi tradizionali, Università di Cagliari, 1967.
- Studi preparatori per la realizzazione di un Centro ospedaliero, L'Aquila, gennaio 1968.
- Didattica Ricerca Territorio, Napoli, 1972.
- M. Vittorini, Petrolio e potere, Venezia, Marsilio, 1974.
- Un nuovo modo di pensare le città, Toshi Yutaku - Tokio, 1976.
- Regione Lazio - Programmi, Normative, Tipologie per l'edilizia residenziale, Ed. DEI - Roma, 1978.
- Governo del territorio e partecipazione popolare, in Ravenna, una capitale a cura di V. Emiliani, Edizioni Alfa, 1978.
- M. Vittorini, Dallo spreco edilizio alla politica di recupero dell'esistente, Napoli, Guida, 1979.
- Il Mezzogiorno ancora all'opposizione, Ed. Guida - Napoli, 1979.
- Ravenna - PRG 1973, Ed. OVER - Milano, 1982.
- Piacenza PRG 1980, Ed. OVER - Milano, 1982.
- Faenza PRG 1980, Ed. OVER - Milano, 1982.
- Ravenna PRG 1983, I manifesti del Piano Regolatore, Comune di Ravenna, 1983.
- La spesa pubblica nel processo di pianificazione e gestione del territorio, Edizioni Officina, 1986.
- Roma, Parigi, New York - Quale urbanistica per le metropoli, Gangemi Editore, Roma, 1986.
- Recupero del Ghetto di Roma, Multigrafica Editrice - Roma 1990.
- Eupolis - La riqualificazione delle città in Europa, Editore Laterza, 1990.
- La formazione del Piano di Bacino dell'Adige, Autorità di Bacino dell'Adige, 1993.
- Studio per il Parco del Gran Sasso d'Italia, Tecnocasa e.t.a., 1994.
- Quaderni del Piano Regolatore di Bolzano (n. 3, 1988-90), Comune di Bolzano, Assessorato all'Urbanistica.
- Quaderni del Piano Regolatore di Trento (n. 7, 1987-94), Comune di Trento, Assessorato all'Urbanistica.
- Quaderni del Piano Regolatore di Firenze (n. 5, 1991-92), Comune di Firenze, Assessorato all'Urbanistica, Relazione generale e Norme tecniche, 1992.
- Quaderni del Piano Regolatore di Verona (n. 1, 1992), Comune di Verona - Assessorato all'Urbanistica.
- Anastilosi. L'antico, il restauro, la città (AA.VV.) Editore Laterza (1986).
- Atlante di Firenze - Il nuovo PRG di Firenze, Marsilio Editori, 1993.
- Piano di Bacino dell'Adige (Quaderni n. 3) Autorità di Bacino dell'Adige, Trento, 1993-2007.
- Studio per il Parco del Gran Sasso d'Italia - Regione Abruzzo, 1994.
- Continuità e innovazione nei PRG 1973, 1983, 1993, in Progetto Ravenna. PRG 93 (AA.VV.) Montanari Editore, 1994.
- La città borghese: nuove istituzioni e nuove centralità, in L'Aquila e la Provincia aquilana - Economia, Società e Cultura dal 1859 al 1920 (AA.VV.) La Provincia aquilana e le comunicazioni nell'800 – Cassa di Risparmio della Provincia dell'Aquila, 1994.
- Potenza di una Capitale in Il Papa eremita a cura di Bruno Vespa – Edizioni Fotogramma – 1996.
- Recupero e riqualificazione dei centri storici del “Comitatus aquilanus”, L'Aquila, 2002 (coordinatore, in collaborazione).
- Programma di Sviluppo Integrato delle Colline Romane – ASP Grottaferrata 2003.
- I casi delle Colline Romane e della Darsena di Città a Ravenna in AA.VV. Marcello Vittorini. Professione e formazione multidisciplinare per progetti di piano e di architettura – Gangemi Editore, Roma 2004.
- M. Vittorini, Dallo Zuccherificio al Museo Archeologico di Classe, Roma, Gangemi, 2007, ISBN 978-88-492-1228-0.

## Incarichi istituzionali e tecnico-scientifici
- 1952-1957 Capo del Servizio Urbanistica ed opere edilizie dell'Ente Fucino-Ente di riforma agraria
- 1963-1980 Componente del Consiglio superiore dei LL.PP. (massimo organo tecnico consultivo dello Stato)
- 1966 Componente della commissione ministeriale di indagine sulla situazione edilizia di Reggio Calabria
- 1966-1967 Componente della Commissione ministeriale di indagine tecnica sulla frana di Agrigento
- 1967-1969 Componente della Commissione interministeriale sulla difesa del suolo
- 1967-1970 Componente della Commissione De Marchi per la difesa del suolo
- 1968-1972 Segretario generale del Servizio Studi e programmazione del Ministero dei LL.PP.
- 1970 Componente della Commissione ministeriale per una nuova legge sui Parchi nazionali
- 1970 Relatore ufficiale alla conferenza Europea sulla Conservazione della Natura (Strasburgo 9-12 febbraio 1970) ed ai IX Stati generali dei comuni d'Europa (Londra, 15-18 luglio 1970).
- 1970-1972 Componente del gruppo di lavoro presso il Ministero dei LL.PP. per la redazione delle proposte di legge relative alla Legge per la Casa (n. 865/1971); inoltre, quale Consulente dell'ONU partecipa a ricerche e studi di pianificazione relativi ai paesi in via di sviluppo; Coordinatore del gruppo di lavoro che predispone la Delibera programmatica per l'assetto del territorio della Regione Lazio e componente del gruppo di lavoro che predispone la Variante del PRG di Roma. Come Presidente della Sezione laziale dell'INU, imposta e promuove un programma di ricerche e di analisi sui problemi di Roma e del Lazio.
- 1970-1971 Ministero dei LL.PP. – Regione Abruzzo: Coordinatore del gruppo di lavoro per le Ipotesi di assetto territoriale dell'Abruzzo; Ministero dei LL.PP. Lazio: Coordinatore del gruppo di lavoro per le ipotesi di assetto territoriale del Lazio
- 1971-1972 ONU - World Bank - Kingdom of Nepal General Survey ai fini del Piano di sviluppo e di mobilità
- 1972-1990 Consulente delle Regioni Piemonte, Puglia, Lazio, Campania per lo studio di leggi e piani regionali
- 1976-1981 Componente del Consiglio nazionale delle ricerche (CNR)
- 1974-1980 collabora con le Pubbliche amministrazioni e le Regioni, occupandosi dell'attività legislativa e di pianificazione delle Regioni Piemonte, Lazio, Campania, Calabria, Puglia, Sicilia.
- 1974-1975 Capo della Segreteria Tecnica del Ministero del Mezzogiorno
- 1976-1980 Componente della Commissione per la difesa della natura del CNR; Approfondisce - a livello legislativo e programmatico - gli studi relativi alla gestione del territorio e dei servizi sociali in relazione al quadro istituzionale ed al sistema delle autonomie locali, con particolare riferimento alla formazione dei Piani Socio Sanitari ed all'attuazione della legge n. 833/1978.
- 1979 University of Rajasthan (India): Relatore alla “International conference on human ecology – Jaipur and its environs”
- 1980-1981 Capo della Segreteria Tecnica del Ministero del Mezzogiorno (1980-81 e 1974-75)
- 1980 Membro del Comitato tecnico-scientifico della Regione Campania per i piani degli interventi di ricostruzione a seguito del terremoto del novembre 1980; Componente della Commissione della Presidenza del Consiglio dei ministri per il programma degli interventi di emergenza dopo il terremoto del novembre 1980 e per la preparazione della legge di ricostruzione
- 1981-1983 si occupa dei problemi connessi con la ricostruzione delle zone colpite dal terremoto del novembre 1980, partecipando a Commissioni e gruppi di lavoro a livello interministeriale, parlamentare e regionale.
- 1991-1992 Consulente tecnico del Ministero della Protezione Civile.
- 1992-1994 Componente del Comitato Scientifico del Ministero dell'Ambiente.
- 1997 Presidente del Comitato Tecnico scientifico Regione Abruzzo per il Giubileo 2000.

## Archivio
L'archivio professionale, riconosciuto di interesse storico particolarmente importante dal Ministero per i beni e le attività culturali con decreto del 31 dicembre 2007, testimonia sessant'anni di intensa attività professionale, culturale didattica e di ricerca, documentata da materiali inediti e significativi relativi a circa 140 progetti, concorsi e piani urbanistici - con relazioni, studi, disegni, documenti, modelli, pannelli, fotografie - e oltre 400 scritti, articoli, saggi e pubblicazioni. Il fondo Marcello Vittorini è conservato presso l'Archivio di Stato di L'Aquila.